# Хилл, Джордж Уильям
Джордж Уи́льям Хилл (англ. George William Hill; 3 марта 1838 года — 16 апреля 1914 года) — американский астроном и математик. Известен своими работами в области небесной механики и, в частности, в области теории движения Луны, Юпитера и Сатурна.
Член Национальной академии наук США (1874), иностранный член Лондонского королевского общества (1902).

## Биография
Джордж Хилл родился в городе Нью-Йорк, штата Нью-Йорк, США, сын художника и гравёра Джона Уильяма Хилла и Катерины Смит Хилл (англ. Catherine Smith Hill). Его семья переехала в Вест-Ньяк, штат Нью-Йорк, когда Хиллу было 8 лет. Окончил школу, а в 1859 году — Рутгерский университет. С 1861 года работал в Навигационном Альманахе (Nautical Almanac Office) в Кембридже, штат Массачусетс. Он сфокусировал свои работы на математическом описании задачи трёх тел, а позднее и задачи многих тел, для того чтобы рассчитывать орбиты Луны и планет.
В частности Хиллом определена так называемая сфера Хилла, которая описывает сферу гравитационного влияния астрономического тела, вращающегося вокруг более тяжёлого небесного тела.
Он стал президентом Американского математического общества в 1894 году, и был им на протяжении 2 лет. Был избран членом Королевского Общества Эдинбурга (Royal Society of Edinburgh) в 1908 году, академии Бельгии в 1909 году, академии Осло в 1910 году, академии Швеции в 1913 году. Саймон Ньюком в 1903 году назвал Хилла «величайшим из живущих мастером в высшей и наиболее сложной отрасли астрономии, который завоевал своей стране всемирную известность в науке, получая вознаграждение государственного служащего».
Умер 16 апреля 1914 году в Вест-Ньяке, штат Нью-Йорк.

## Награды
- Золотая медаль Королевского астрономического общества (1887)
- Приз Дамуазо (Damoiseau Prize) Института Франции (1898)
- Медаль Копли (1909)
- Медаль Кэтрин Брюс (1909)

В честь него названы:
- Кратер Хилла[англ.] на Луне
- Астероид 1642 Hill
- Центр математических наук Хилла в Рутгерском университете

## Труды
- The collected mathematical works of George William Hill vol. 1 (Carnegie Institution of Washington, 1905—1907)
- The collected mathematical works of George William Hill vol. 2 (Carnegie Institution of Washington, 1905—1907)
- The collected mathematical works of George William Hill vol. 3 (Carnegie Institution of Washington, 1905—1907)
- The collected mathematical works of George William Hill vol. 4 (Carnegie Institution of Washington, 1905—1907)
- George William Hill books and articles. Internet Archive. Дата обращения: 23 февраля 2013. Архивировано 13 марта 2013 года.